# Soutine assis à une table
Soutine assis à une table est une peinture à l'huile sur toile de 92 × 60 cm réalisée en 1916 par le peintre italien Amedeo Modigliani. 
Elle est exposée à la National Gallery of Art de Washington. Elle représente Chaïm Soutine, peintre russe et ami de Modigliani.  
La tenue du modèle est débraillée, les traits du visage sont très marqués. Les yeux, d'habitude laissés blancs dans l'œuvre peint de Modigliani, sont ici travaillés. Ceux-ci, à demi fermés, suggèrent peut-être le désespoir et la détresse du peintre russe et celle de Modigliani, artistes « maudits », sans le sou, vivant à Paris. La douceur des couleurs pourraient représenter l'affection du peintre pour son modèle.   